# Zofia Kowerska
Zofia Kowerska, née Przewłocka, blason Przestrzał est une romancière, nouvelliste et critique littéraire polonaise née le 11 décembre 1845 à Wronów et morte le 20 mars 1929 à Varsovie.

## Biographie
Ses parents sont Józef Przewłocki et Zofia Przewłocka née Koźmian (nièce de Kajetan et Józef Szczepan). Sa fraterie est composée de Konstanty Przewłocki et Maria Gustawowa Świda-Polna[réf. souhaitée].
Ses publications dans la presse sont de nature éducative et patriotique. Elle est également autrice de livres pour enfants et de littérature pédagogique. Son œuvre a été traduite en français, en néerlandais et en tchèque.

### Mort
Elle est enterrée au cimetière Powązki de Varsovie (section 226-1-28/29)[réf. souhaitée].

## Vie privée
Elle épouse le propriétaire terrien Stefan Franciszek Kowerski (1824-1901), blason Białańska, fils de Jan Paweł et de Brygida née Niewiarowicz. Ils ont quatre enfants :
- Stanisław Józef (1869-1940), époux de Maria, née Popiel (fille de Paweł et de Maria, née Zamoyska), et, après sa mort, Maria, née Horodyńska (fille de Zbigniew).
- Zofia (1871-1946), épouse d'Antoni Rząda
- Witold
- Wanda (1880-1967), épouse de Feliks Drużbacki

## Œuvres
- 1873 : Historia o nieśmiałej dziewczynie
- 1879 : Bracia z wyboru
- 1881 : O wychowaniu macierzyńskim
- 1886 : Wydalona
- 1893 : Robotnica
- 1896 : Na służbie
- 1898 : Losy Adasia
- 1899 : Mały zbawca
- 1917 : Pani Anielska

## Récompenses et distinctions
Elle reçoit un prix du Tygodnik Ilustrowany pour son roman Wydalona, qui traite des déportations prusses (en).
Elle reçoit un prix de l'hebdomadaire Bluszcz pour sa thèse O wychowaniu macierzyńskim,. 